# Exomalopsis neglecta
Exomalopsis neglecta är en biart som beskrevs av François du Buysson 1892. Exomalopsis neglecta ingår i släktet Exomalopsis och familjen långtungebin. Inga underarter finns listade i Catalogue of Life.